# Kiska (Estonia)
Kiska – wieś w Estonii, w prowincji Lääne, w gminie Hanila.